# Christlich-sociale Arbeiter-Zeitung
Die Christlich-sociale Arbeiter-Zeitung (ab 1903 Christlich-soziale Arbeiter-Zeitung, ab Februar 1919 Christlichsoziale Arbeiter-Zeitung) fungierte als das „Zentral-Organ der christlich-sozialen Arbeiterpartei Oesterreichs“ und erschien wöchentlich vom 7. April 1900 bis zum 24. März 1934. Vorgängerblatt war die von Leopold Kunschak in Wien im November 1895 gegründete und herausgegebene Zeitung Freiheit! gewesen. Gleichzeitig mit Kunschaks Abschied wurde die Wochenzeitung am 31. März 1934 in Oesterreichische Arbeiter-Zeitung umgetitelt und am 12. März 1938 im Zuge des „Anschlusses“ Österreichs an Nazideutschland endgültig eingestellt.
Das Blatt erschien als Christlich-sociale Arbeiter-Zeitung in einem 2°-Format (37,5 × 23 cm) und ab Jänner 1921 dreispaltig in einem Format von 41 × 26,5 cm.
In der Christlich-socialen-Arbeiter-Zeitung war ein „Illustriertes Unterhaltungsblatt“ enthalten. Als Beilage erschienen die Stille[n] Stunden, welche später in den Arbeiter- und Gewerbefreund bzw. den Arbeiter- und Gewerbefreund für das Herzogthum Salzburg aufgingen. Der Zusatz Arbeiter- und Gewerbefreund wurde vom 32. Jahrgang (1901) bis zum 50. Jahrgang geführt.

## Herausgeber
- Leopold Kunschak (ab 9. Dezember 1922: Verleger);
- Emil Panosch und Franz Schwarz (von Januar 1902 bis 30. September 1922 und Eigentümer);
- Leopold Kunschak (ab 7. Oktober 1922: Eigentümer)

## Drucker
- bis 22. Oktober 1904: Ambros Opitz;
- bis 13. Dezember 1913: Ambros Opitz Nachfolger;
- bis 18. Januar 1919: Buchdruckerei Reichspost, später zusätzlich: Ambros Opitz Nachfolger; zuletzt: Buch- und Kunstdruckerei Herold, später: Verlagsanstalt Herold

## Redakteure
- bis 18. August 1900: Leopold Kunschak;
- bis 8. September 1900: Josef Mender;
- bis 19. Juli 1902: Leopold Kunschak;
- bis 9. August 1902: Josef Mender;
- bis 27. Juli 1907: Leopold Kunschak;
- bis 4. Juli 1908: Franz Spalowsky;
- bis 30. September 1922: Hans Waldsam;
- sodann: Johann Zahradnik